# Liberias herrlandslag i fotboll
Liberias herrlandslag i fotboll representerar Liberia i fotboll på herrsidan. Laget spelade sin första landskamp den 11 april 1963 vid en turnering i Senegal, och slog Tchad med 2-1.

## African Nations Cup

### 1996
Liberia deltog i African Nations Cup för första gången 1996, där de blev inlottade i kvalgrupp 2. I kvalgruppen besegrade enkelt de Mauretanien och Togo, medan de spelade en jämnare match mot Senegal och fick svårt motstånd av Tunisien. De slutade tvåa i sin kvalgrupp på samma poängantal som Tunisien, dock med sämre målskillnad. 
I mästerskapet lottades Liberia in i samma grupp som Gabon och Zaire. Matchen mot Gabon slutade med vinst och två mål för Liberias del, medan matchen mot Zaire gick med förlust. Alla tre länderna i gruppen slutade på samma poäng, men Liberia slutade sist på grund av sämre målskillnad, och blev därmed utslaget.

### 2002
Under mästerskapet 2002 vann Liberia sin kvalgrupp efter vinst mot Kongo-Brazzaville och Mauritius i båda mötena, samt en förlust och en oavgjord match mot Sydafrika. 
Liberia lottades in i samma grupp som Algeriet, Mali och Nigeria. Matcherna mot Algeriet och Mali slutade oavgjort, medan de gick med förlust mot Nigeria. Liberia slutade på en tredjeplats i gruppen, vilket inte räckte till vidare spel.

## Kända spelare
- George Weah
- Jimmy Dixon
- Dulee Johnson
- Dioh Williams
- Darlington Nimely